# Dendun
Dendun is een bestuurslaag in het regentschap Bintan van de provincie Riau-archipel, Indonesië. Dendun telt 935 inwoners (volkstelling 2010).